# اکاستین
اکاستین (به انگلیسی: Acacetin) با فرمول شیمیایی C۱۶H۱۲O۵ یک ترکیب شیمیایی با شناسه پاب‌کم ۵۲۸۰۴۴۲ است. که جرم مولی آن ۲۸۴٫۲۶ g/mol می‌باشد.